# Alvaro piuttosto corsaro
Alvaro piuttosto corsaro è un film del 1954 diretto da Camillo Mastrocinque.

## Trama
Alvaro, ultimo discendente degli Alvari, prende il comando della sua nave corsara. A bordo, travestita da mozzo, c'è Esmeralda, la quale si propone di vendicare il proprio padre, derubato dal padre di Alvaro. Sulla nave ha luogo un ammutinamento e Alvaro viene derubato di una pergamena, nella quale è indicato il nascondiglio di un tesoro: egli viene poi abbandonato in una fragile barchetta. Ma l'indicazione contenuta nella pergamena non è sufficiente: si tratta infatti della metà di un prezioso documento. Isabella, promessa sposa di Alvaro, possiede l'altra metà. I corsari mandano Esmeralda al collegio d'Isabella, dove è giunto, dopo mille peripezie, anche Alvaro. 
Esmeralda avverte i corsari e Alvaro viene catturato e rinchiuso in una cantina: se entro un termine stabilito il mozzo Battista non riconsegna la pergamena rubata ad Isabella, Alvaro verrà ucciso. Intanto nella cantina, dov'è Alvaro, sono rinchiusi anche i pirati e Battista. Mentre sta per scadere il termine fissato, i pirati rivelano che Isabella è la sorella d'Alvaro: uno dei pirati confessa di essere stato lui a derubare il padre d'Esmeralda. A questo punto Battista si toglie la parrucca ed appare Esmeralda. Scoppia con gran fragore una bomba: tutti rimangono illesi e tra le macerie si trova il tesoro. Riconciliazione generale: dopo tante disavventure Alvaro ha trovato un tesoro, una sorella e una moglie.

## Produzione
Lo stesso anno Rascel portò lo spettacolo prima in teatro con le Bluebell Girls e le Peters Sisters.

## Critica
(Leo Pestelli)
(Aldo Scagnetti)